# Monographis tamoyoensis
Monographis tamoyoensis är en mångfotingart som beskrevs av Christoph D. Schubart 1939. Monographis tamoyoensis ingår i släktet Monographis och familjen penseldubbelfotingar. Inga underarter finns listade i Catalogue of Life.